# Zoë Paleologos
Zoë Paleologos, senare känd som Sofia Palaiologina, född mellan 1440 och 1449, död 7 april 1503, var storfurstinna av Moskva, gift med storfurst Ivan III av Moskva.  

## Biografi
Sofia var dotter till den bysantinske prinsen Thomas Palaiologos, despot av Morea, och brorsdotter till Bysans siste kejsare, Konstantin XI Palaiologos. Hennes familj flydde till Rom efter den osmanska erövringen av Morea 1460. Även om hon föddes som ortodox, är det möjligt att hon fick en katolsk uppfostran. 
År 1469 föreslog påve Paulus II ett äktenskap mellan henne och Ivan av Moskva för att försöka ena den katolska och ortodoxa kyrkan. Den 12 november 1472 gifte de sig i Moskva. Hennes namn ändrades då till Sofia. 
Sofia anses ha utövat inflytande över Ivans politik. Hon beskrivs som en "slug" kvinna vars förslag Ivan rättade sig efter. Hon ogillade Ivans rituella underkastelse som vasall under tatarerna 1472, och övertalade honom att bryta Moskvas tribut till tatarerna (1480). Hon införde det bysantinska hovceremonielet i Moskva. 
År 1497 lät Ivan III arrestera ett flertal kvinnor som brukade besöka Sofia och som han lät dränka, därför att han misstänkte att de var häxor som försökte sälja gift till Sofia att mörda honom med.
Till skillnad från övriga kungliga och adliga kvinnor i Ryssland, levde Sofia inte isolerad i terem. Hon tog emot de utländska sändebuden på samma vis som drottningarna i Västeuropa. 1502, ett år före sin död, övertalade hon sin make att utse hennes son Vasilij till tronföljare istället för hans sonson Dmitrij, som hade utsetts till kronprins 1498.